# Francis E. Warren Air Force Base
La Francis E. Warren Air Force Base (AFB) (code IATA : FEW • code OACI : KFEW) est une base militaire de l’United States Air Force située environ 5 km à l'ouest de Cheyenne (Wyoming). C'est une des trois bases de missiles stratégiques des États-Unis en service au début du XXIe siècle. Elle a été nommée en l'honneur de Francis E. Warren.
Warren AFB abrite le 90th Missile Wing (90 MW) du Twentieth Air Force, Air Force Global Strike Command. Le 90 MW gère des ICBM Minuteman III LGM-30G, avec des sites de lancements dans le Sud-Est du Wyoming, dans l'Ouest du Nebraska et dans le Nord du Colorado. Le Twentieth Air Force, qui commande tous les ICBM de l’United States Air Force, y est également basé.
Warren AFB est la base militaire occupée sans interruption la plus ancienne de l’Air Force. Le Fort David Allen Russell (en) a été fondé par l’United States Army en 1867. Les bâtiments sont passés sous le contrôle de l’United States Air Force le 1er juin 1947.
En 2013, le 90th Missile Wing est commandé par le colonel Christopher Coffelt et le Twentieth Air Force est commandé par le Major General C. Donald Alston (en).
Warren AFB est désignée comme census-designated place par le Bureau du recensement des États-Unis. Lors du recensement des États-Unis de 2010 la base comptait 3072 personnels civils et militaires.

## Histoire
Le fort a été construit en 1867 afin de protéger les travailleurs de l'Union Pacific Railroad. Il a alors pris le nom de David Allen Russell, général tué au cours de la  Bataille de Opequon pendant la Guerre de Sécession. En 1930, le fort a changé de nom pour s'appeler Fort Francis E. Warren. En 1949, il est devenu la Francis E. Warren Air Force Base.
Les unités du 30th Infantry, sous les ordres du colonel John D. Stevenson, commencèrent à construire le fort et le dépôt de matériel proche (Cheyenne Depot) en août 1867. En septembre la première unité de cavalerie arriva. Il s'agissait de la compagnie H du 2nd Cavalry. En 1884, le Fort devint une base permanente. Il hébergea 3 régiments : les 9th et 10th Cavalry ainsi que le 24th Infantry (les fameux Buffalo Soldiers) pendant la plupart du XIXe siècle.
Au tournant du 20e siècle, le Fort D. A. Russell était l'une des plus importantes bases de cavalerie des États-Unis et plusieurs phases d'expansions au début du 20e siècle contribuèrent à son agrandissement.
En 1919, l'aérodrome entra en service et devint rapidement le terrain d'aviation d'une centaine d'aéronefs militaires. Les dernières unités de cavalerie du Fort furent démantelées en 1927. En 1930 la base fut renommée Fort Francis E. Warren. Warren était un récipiendaire de la Médaille d'Honneur qui a servi comme gouverneur du Wyoming.
Au cours de la Seconde Guerre mondiale, le Fort Francis E. Warren servi comme centre de formation pour le corps des  Quartermaster de l'armée des États-Unis. Un camp de prisonniers de guerre y fut également construit.
En 1949, la base fut rebaptisée Francis E. Warren Air Force Base et intégra le Strategic Air Command en 1958. La base devint le siège du 90e Missile Wing en 1963. L'escadre contrôle plus de 200 lanceurs au cours de la Guerre Froide. La base fut la seule escadre équipée de missiles Peacekeepers qui furent désactivés en octobre 2005
Le 1er octobre 1993, le 20th Air Force, qui contrôle l'ensemble des escadres d'ICBM américaines emménagea son quartier général à Warren.
Le fort fut classé site Historique National le 15 mai 1975, tout en continuant ses missions de Francis E. Warren Air Force Base,.
Au cours de son histoire, le fort (puis la base) a accueilli de nombreux chefs militaires américains influents tels que Carl Spaatz, Black Jack Pershing, Billy Mitchell, Walter Reed et Mark Clark

## Galerie photographique

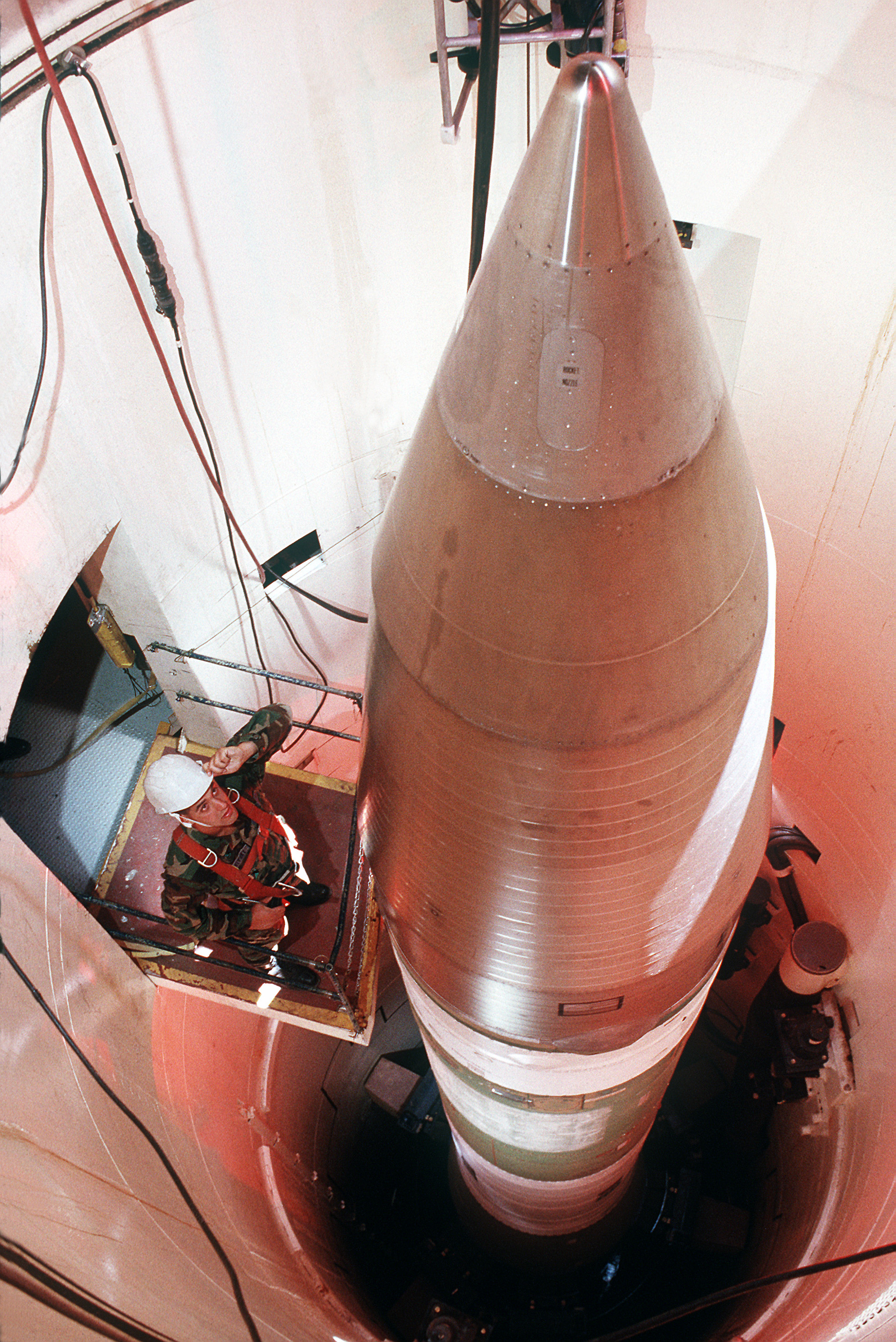
Missile Minuteman III LGM-30G dans son silo
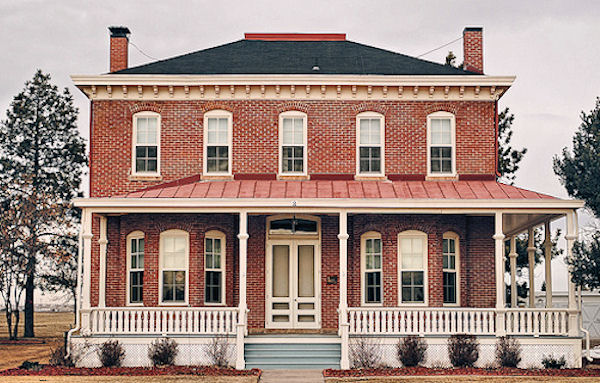
Ancienne résidence du General John J. Pershing sur la Warren AFB
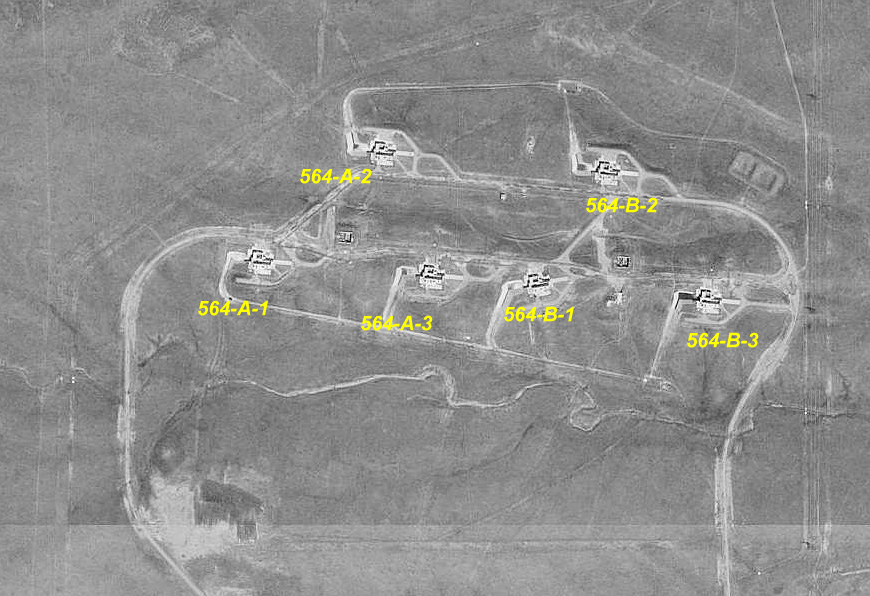
Image aérienne des sites de lancements des missiles Atlas SM-65D du 564th Missile Squadron, Wyoming, États-Unis
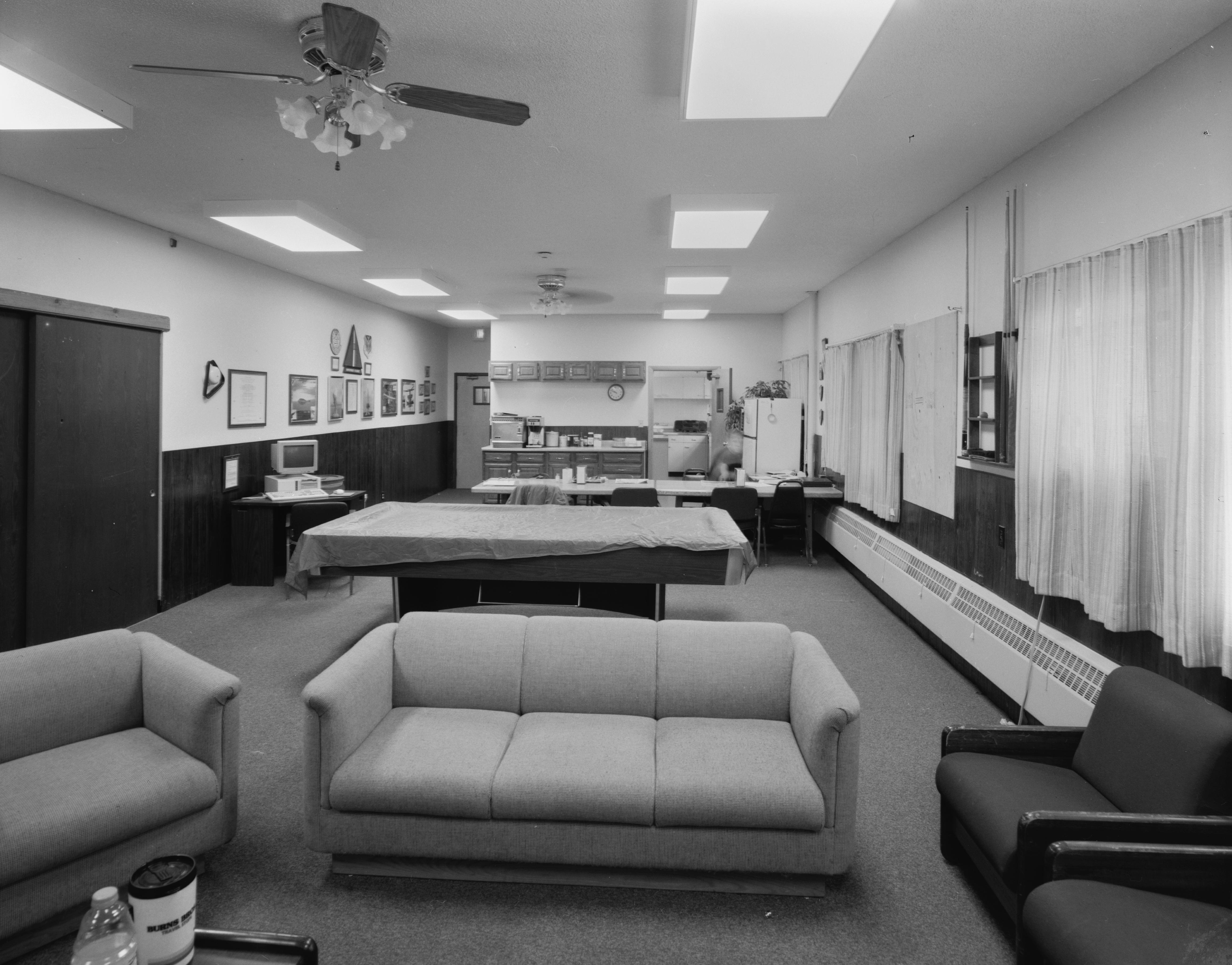
Salle de repos et de diner dans le bâtiment de contrôle d'un silo de lancement de missile, F. E. Warren Air Force Base, près de Raymer (Colorado) (en), Comté de Weld, Colorado, États-Unis.